# Stylidium confertum
Stylidium confertum är en tvåhjärtbladig växtart som beskrevs av Anthony R. Bean. Stylidium confertum ingår i släktet Stylidium och familjen Stylidiaceae. Inga underarter finns listade i Catalogue of Life.